# Speedy (DC Comics)
Pour les articles homonymes, voir Speedy.
Speedy est le nom porté par deux personnages de fiction appartenant à l'univers de DC Comics. Dans les deux cas, ce sont des super-héros, sortes de version adolescente de Green Arrow, et jouant auprès de lui le rôle de faire-valoir comme Robin auprès de Batman. Tous les Speedy manient l'arc, comme leur mentor, et portent un costume rouge et jaune.
Créé par le scénariste Mort Weisinger et le dessinateur Paul Norris, Roy Harper, le premier Speedy, apparaît pour la première fois dans le comic book More Fun Comics no 73 en novembre 1941. Le second Speedy est une femme nommée Mia Dearden créée par le scénariste Kevin Smith et le dessinateur Phil Hester. Elle apparaît pour la première fois dans le comic book Green Arrow (vol. 3) no 2 de mai 2001 et quelques années plus tard, elle devient le faire-valoir de Green Arrow en reprenant le costume de Speedy dans Green Arrow (vol. 3) no 44 en janvier 2005.

## Roy Harper
Le premier Speedy fut un orphelin nommé Roy Harper Jr, fils de Roy Harper Sr, un garde forestier mort en sauvant un médecin Navajo d'un incendie. Le Navajo éleva donc le jeune Roy, l'entraînant au tir à l'arc. Roy prit son entraînement très au sérieux, et idolâtrait le super-héros Green Arrow. Lors d'une compétition dont Green Arrow était un juge, Roy se montra exceptionnellement doué. Peu après, le Navajo qui élevait Roy fut malheureusement tué, et Green Arrow proposa à Roy de l'assister sous le nom de Speedy. Roy accepta, et devint le coéquipier d'Oliver Queen, l'alter-ego de Green Arrow.
Speedy a aussi été membre des Teen Titans, et ce dès la première apparition du groupe, où il jouait le rôle de « mauvais garçon » du groupe, son attitude lui attirant souvent des ennuis. Il s'est drogué durant une période des aventures de Green Arrow (dans Les junkies ne volent pas), et a eu une fille nommée Lian avec la vilaine Cheshire. Il finit par abandonner l'identité de Speedy pour devenir successivement « Arsenal », puis « Red Arrow ».

## Mia Dearden
La seconde Speedy, Mia Dearden, apparut pour la première fois dans Green Arrow (Vol3) no 2. Mia était une adolescente qui avait fui sa maison après avoir été abusée par son père et était tombée dans la prostitution. Elle fut sauvée de l'un de ses clients par Oliver Queen, alors fraîchement ressuscité. Elle entreprit par la suite de l'aider à plusieurs reprises, et tenta de le convaincre de la prendre comme élève, ce qu'il refusa, ne voulant pas faire prendre de risque à un autre jeune. Après avoir découvert qu'elle était séropositive, elle insista davantage et il finit par accepter de la prendre comme nouvelle Speedy. Peu après, elle rejoignit les Teen Titans.

## Apparitions dans d'autres médias

### Films

#### Teen Titans: The Judas Contract
Speedy apparaît dans un flash-back comme un membre fondateur des Teen Titans avec Robin, Kid Flash, Bumblebee et Beast Boy. Bien que son nom ne soit pas précisé, son aspect physique laisse penser qu'il s'agit de Roy.

#### Justice League Dark: Apokolips War
Speedy fait un caméo, toujours sous les traits de Roy.

### Télévision

#### La Ligue des justiciers
Speedy (Roy Harper) fait une brève apparition aux côtés de Green Arrow dans la série animée La Ligue des justiciers.

#### Série animéeTeen Titans
Speedy apparaît de façon récurrente dans la série animée Teen Titans : Les Jeunes Titans. Comme la plupart des personnages, son identité n'est pas précisée, mais il est évident qu'il s'agit de Roy Harper, puisque c'est un garçon. Dans cette version, Speedy est présenté de façon plutôt fidèle au comic, bien que plus jeune et avec un look plus moderne (pas de chapeau, entre autres). C'est toujours un excellent archer, usant de différents types de flèches, comme des explosives, gants de boxe, etc. Il possède de nombreuses similitudes avec Robin, autant en termes de physique que de caractère, ce qui amène Changelin à le considérer comme un « clone »  de Robin dans Le Vainqueur prend tout.
Speedy apparaît dans l'épisode précédemment cité, où il fait partie, avec Hot Spot, Gizmo, Aqualad, Wildebeest, Changelin, Robin et Cyborg des héros réunis par le Maître des Jeux pour un tournoi destiné à première vue à déterminer qui est le plus fort d'entre eux (en réalité, le Maître du Jeu compte s'approprier tous les pouvoirs des perdants afin de devenir le plus puissant). Il affronte et bat Aqualad après un combat serré au premier round, mais est vaincu lors du round final par Robin. Comme tous les perdants, il est absorbé par le talisman du Maître des Jeux, mais libéré peu après par Robin, et participe de manière non négligeable à la défaite du Maître et la libération de ceux encore emprisonnés. À la fin de l'épisode, il reçoit, comme Wildebeest et Hot Spot, un communicateur de la part de Robin, devenant ainsi un membre honoraire des Teen Titans.
Il réapparaît un peu plus tard dans Les Jeunes Titans de l'Est, en tant que membre permanent de l'équipe des Titans East.

#### Smallville
Dans la série Smallville, le rôle de Speedy (ici, Mia) est joué par Elise Gatien. Elle apparaît pour la première fois dans l'épisode 6 de la 9e saison recouvrant l'adolescence du célèbre héros à cape rouge. Prostituée exploité par un réseau, elle y est recueillie par un Oliver Queen tout juste remis de sa dépression. Petit à petit, Mia aura confiance en Oliver et elle deviendra son apprentie.

#### Arrow
- Roy Harper (joué par Colton Haynes) est un jeune délinquant vivant seul dans un quartier pauvre de Star City. Après avoir été sauvé par Arrow, il a commencé à développer une fascination pour celui-ci, cherchant par tous les moyens à l'aider. Agissant d'abord comme un informateur, il deviendra le partenaire de son idole et adoptera le pseudonyme d'Arsenal. En parallèle, il est en couple avec Thea Queen, la demi-sœur de son mentor. Plus tard, il endosse le costume d'Arrow afin d'innocenter Oliver aux yeux de la police. Mettant en scène sa mort, il vit depuis en exil.
- Thea Dearden Queen (jouée par Willa Holland) est ici la jeune demi-sœur d'Oliver Queen et est surnommée Speedy par celui-ci. Au départ jeune rebelle, elle est devenue, tout au long de la série, une femme de plus en plus indépendante. Après avoir reçu l'entrainement de Malcolm Merlyn (son père biologique), elle est même devenue une experte au combat. Elle prend la place (et le costume) de son petit-ami Roy Harper au sein de la Team Arrow après le départ de celui-ci. Elle apparaît aussi dans deux épisodes de la série The Flash.

#### La Ligue des Justiciers: Nouvelle Génération(Young Justice)
Speedy est un personnage récurrent de la série animée, Young Justice. Il reprend régulièrement les autres personnages demandant à ce qu'on l'appelle "Red Arrow". On découvre à la fin de la première saison que ce Roy Harper n'est finalement qu'un clone créé par Cadmus pour infiltrer la Justice League. Quand il l'apprend, Red Arrow décide de mettre tout en œuvre pour retrouver le Roy Harper original, « Speedy », alors que le reste de la Young Justice semble avoir abandonné les recherches et le pense mort.
Dans la saison deux, on apprend qu'il a épousé la criminelle Cheshire avec qui il a eu une fille. Ensemble, ils retrouvent le véritable Roy Harper au Tibet, alors qu'il est prisonnier de la Lumière. Une fois le véritable Roy libéré et mis au courant de la situation, ce dernier décide de se venger de Lex Luthor qui lui a volé huit ans de sa vie, ainsi que son bras. Finalement, Luthor le dédommage en lui offrant un nouveau bras mécanique, très puissant. Il prend alors le nom d'Arsenal et rejoint l'équipe de la Young Justice.
Il sera finalement renvoyé par Nightwing pour de nombreuses insubordinations et il commencera une carrière solo.